# Vindry-sur-Turdine
Vindry-sur-Turdine is een fusiegemeente (commune nouvelle) in het Franse departement Bas-Rhin (regio Auvergne-Rhône-Alpes). De plaats maakt deel uit van het arrondissement Villefranche-sur-Saône. Vindry-sur-Turdine is op 1 januari 2019 ontstaan door de fusie van de gemeenten Dareizé, Les Olmes, Pontcharra-sur-Turdine en Saint-Loup. De gemeente telde 5.283 inwoners op 1 januari 2022.

## Geografie
De oppervlakte van Vindry-sur-Turdine bedroeg op 1 januari 2022 23,87 vierkante kilometer; de bevolkingsdichtheid was toen 221,3 inwoners per km².

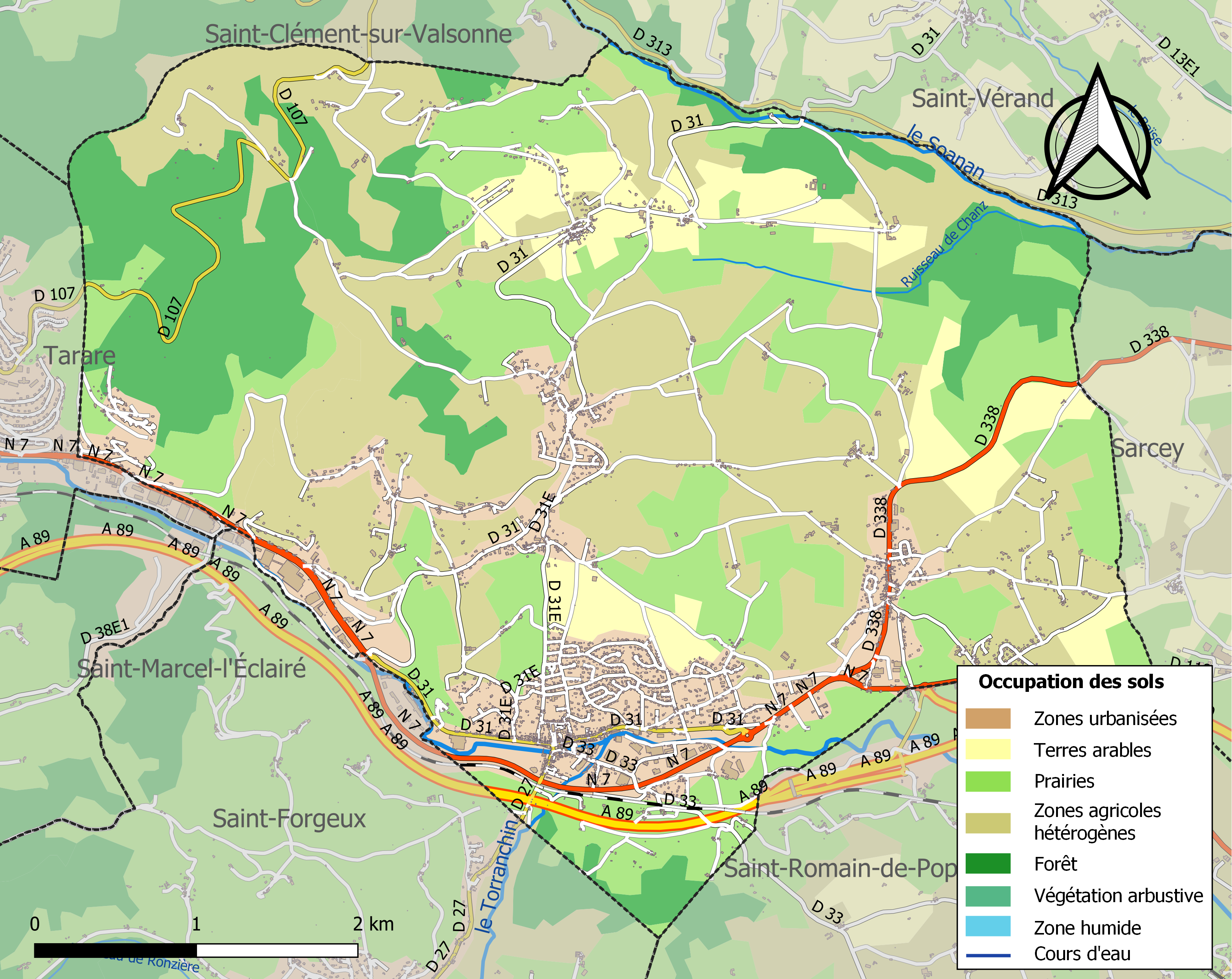
Kaart van de gemeente met de belangrijkste infrastructuur, bodemgebruik en omliggende gemeenten